# ŠK Slovan Bratislava en competiciones de la UEFA
El ŠK Slovan Bratislava es uno de los equipos de fútbol de Eslovaquia que más participaciones en torneos continentales ha tenido, incluso desde la existencia de Checoslovaquia han participado regularmente a nivel continental.
Su primera participación se dio en la Copa de Campeones de Europa 1956-57 en la que avanzaron hasta la primera ronda y su primer y único título continental fue la Recopa de Europa 1968-69 cuando venció al FC Barcelona de España 3-2.

## Participaciones

### UEFA Champions League
| Temporada | Torneo                | Ronda             | Club                    | Casa | Visita     | Global       |
| --------- | --------------------- | ----------------- | ----------------------- | ---- | ---------- | ------------ |
| 1956–57   | European Cup          | Preliminar        | Legia Warszawa          | 4–0  | 0–2        | 4–2          |
| 1956–57   | European Cup          | 1                 | Grasshopper Club Zürich | 1–0  | 0–2        | 1–2          |
| 1970–71   | European Cup          | 1                 | Boldklubben 1903        | 2–1  | 2–2        | 4–3          |
| 1970–71   | European Cup          | 2                 | Panathinaikos           | 2–1  | 0–3        | 2–4          |
| 1974–75   | European Cup          | 1                 | R.S.C. Anderlecht       | 4–2  | 1–3        | 5–5 (a)      |
| 1975–76   | European Cup          | 1                 | Derby County            | 1–0  | 0–3        | 1–3          |
| 1992–93   | UEFA Champions League | 1                 | Ferencvárosi TC         | 4–1  | 0–0        | 4–1          |
| 1992–93   | UEFA Champions League | 2                 | A.C. Milan              | 0–1  | 0–4        | 0–5          |
| 1999–00   | UEFA Champions League | 2ª Clasificatoria | Anorthosis Famagusta    | 1–1  | 1–2        | 2–3          |
| 2009–10   | UEFA Champions League | 2ª Clasificatoria | HŠK Zrinjski Mostar     | 4–0  | 0–1        | 4–1          |
| 2009–10   | UEFA Champions League | 3ª Clasificatoria | Olympiacos              | 0–2  | 0–2        | 0–4          |
| 2011–12   | UEFA Champions League | 2ª Clasificatoria | FC Tobol                | 2–0  | 1–1        | 3–1          |
| 2011–12   | UEFA Champions League | 3ª Clasificatoria | APOEL                   | 0–2  | 0–0        | 0–2          |
| 2013-14   | UEFA Champions League | 2ª Clasificatoria | Ludogorets Razgrad      | 2–1  | 0–3        | 2–4          |
| 2014–15   | UEFA Champions League | 2ª Clasificatoria | The New Saints F.C.     | 1–0  | 2–0        | 3–0          |
| 2014–15   | UEFA Champions League | 3ª Clasificatoria | Sheriff Tiraspol        | 2–1  | 0–0        | 2–1          |
| 2014–15   | UEFA Champions League | Playoff           | FC BATE Borisov         | 1–1  | 0–3        | 1–4          |
| 2019–20   | UEFA Champions League | 1ª Clasificatoria | Sutjeska Nikšić         | 1–1  | 1–1        | 2–2 (2:3 p.) |
| 2020–21   | UEFA Champions League | 1ª Clasificatoria | KÍ                      | 0–3  | 0–3        | 0–3          |
| 2021–22   | UEFA Champions League | 1ª Clasificatoria | Shamrock Rovers         | 2–0  | 1–2        | 3–2          |
| 2021–22   | UEFA Champions League | 2ª Clasificatoria | Young Boys              | 0–0  | 2–3        | 2–3          |
| 2022–23   | UEFA Champions League | 1ª Clasificatoria | Dinamo Batumi           | 0–0  | 2–1 (pró.) | 2–1          |
| 2022–23   | UEFA Champions League | 2ª Clasificatoria | Ferencvárosi            | 1–4  | 2–1        | 3–5          |
| 2023-24   | UEFA Champions League | 1ª Clasificatoria | Swift Hesperange        | 1-1  | 2-0        | 3-1          |
| 2023-24   | UEFA Champions League | 2ª Clasificatoria | Zrinjski Mostar         | 2-2  | 1-0        | 3-2          |
| 2023-24   | UEFA Champions League | 3ª Clasificatoria | Maccabi Haifa           | 1-2  | 1-3        | 2-5          |
| 2024-25   | UEFA Champions League | 1ª Clasificatoria | FC Struga               | 2-1  | 4-2        | 6-3          |
| 2024-25   | UEFA Champions League | 2ª Clasificatoria | NK Celje                | 5-0  | 1-1        | 6-1          |
| 2024-25   | UEFA Champions League | 3ª Clasificatoria | Apoel Nicosia           | 2-0  | 0-0        | 2-0          |
| 2024-25   | UEFA Champions League | Playoff           | FC Midtjylland          | 3-2  | 1-1        | 4-3          |
| 2024-25   | UEFA Champions League | Fase Liga         | Celtic                  |      | 1-5        |              |
| 2024-25   | UEFA Champions League | Fase Liga         | Manchester City         |      |            |              |
| 2024-25   | UEFA Champions League | Fase Liga         | Girona FC               |      |            |              |
| 2024-25   | UEFA Champions League | Fase Liga         | Dinamo Zagreb           |      |            |              |
| 2024-25   | UEFA Champions League | Fase Liga         | AC Milan                |      |            |              |
| 2024-25   | UEFA Champions League | Fase Liga         | Atlético Madrid         |      |            |              |
| 2024-25   | UEFA Champions League | Fase Liga         | VfB Stuttgart           |      |            |              |
| 2024-25   | UEFA Champions League | Fase Liga         | Bayern München          |      |            |              |

### Recopa de Europa
| Temporada | Torneo                      | Ronda            | Club                    | Casa | Visita | Global     |
| --------- | --------------------------- | ---------------- | ----------------------- | ---- | ------ | ---------- |
| 1962–63   | Recopa de Europa de la UEFA | 1                | Lausanne-Sports         | 1–0  | 1–1    | 2–1        |
| 1962–63   | Recopa de Europa de la UEFA | Cuartos de final | Tottenham Hotspur       | 2–0  | 0–6    | 2–6        |
| 1963–64   | Recopa de Europa de la UEFA | Preliminar       | Helsingin Palloseura    | 8–1  | 4–1    | 12–2       |
| 1963–64   | Recopa de Europa de la UEFA | 1                | Borough United          | 3–0  | 1–0    | 4–0        |
| 1963–64   | Recopa de Europa de la UEFA | Cuartos de final | Celtic                  | 0–1  | 0–1    | 0–2        |
| 1968–69   | Recopa de Europa de la UEFA | 1                | FK Bor                  | 3–0  | 0–2    | 3–2        |
| 1968–69   | Recopa de Europa de la UEFA | 2                | Porto                   | 4–0  | 0–1    | 4–1        |
| 1968–69   | Recopa de Europa de la UEFA | Cuartos de final | Torino                  | 2–1  | 1–0    | 3–1        |
| 1968–69   | Recopa de Europa de la UEFA | Semifinales      | Dunfermline Athletic    | 1–0  | 1–1    | 2–1        |
| 1968–69   | Recopa de Europa de la UEFA | Final            | Barcelona               |      | 3–2    | Campeón    |
| 1969–70   | Recopa de Europa de la UEFA | 1                | Dinamo Zagreb           | 0–0  | 0–3    | 0–3        |
| 1982–83   | Recopa de Europa de la UEFA | 1                | Internazionale          | 2–1  | 0–2    | 2–3        |
| 1989–90   | Recopa de Europa de la UEFA | 1                | Grasshopper-Club Zürich | 3–0  | 0–4    | 3–4 (pró.) |
| 1997–98   | Recopa de Europa de la UEFA | Clasificatoria   | Levski Sofia            | 2–1  | 1–1    | 3–2        |
| 1997–98   | Recopa de Europa de la UEFA | 1                | Chelsea                 | 0–2  | 0–2    | 0–4        |

### UEFA Europa League
| Temporada | Torneo                 | Ronda             | Club                      | Casa      | Visita | Global       |
| --------- | ---------------------- | ----------------- | ------------------------- | --------- | ------ | ------------ |
| 1972–73   | Copa de la UEFA        | 1                 | FK Vojvodina              | 6–0       | 2–1    | 8–1          |
| 1972–73   | Copa de la UEFA        | 2                 | Las Palmas                | 0–1       | 2–2    | 2–3          |
| 1976–77   | Copa de la UEFA        | 1                 | Fram                      | 5–0       | 3–0    | 8–0          |
| 1976–77   | Copa de la UEFA        | 2                 | Queen's Park Rangers      | 3–3       | 2–5    | 5–8          |
| 1991–92   | Copa de la UEFA        | 1                 | Real Madrid               | 1–2       | 1–1    | 2–3          |
| 1993–94   | Copa de la UEFA        | 1                 | Aston Villa               | 0–0       | 1–2    | 1–2          |
| 1994–95   | Copa de la UEFA        | Preliminar        | Portadown                 | 3–0       | 2–0    | 5–0          |
| 1994–95   | Copa de la UEFA        | 1                 | Copenhague                | 1–0       | 1–1    | 2–1          |
| 1994–95   | Copa de la UEFA        | 2                 | Borussia Dortmund         | 2–1       | 0–3    | 2–4          |
| 1995–96   | Copa de la UEFA        | Preliminar        | Osijek                    | 4–0       | 2–0    | 6–0          |
| 1995–96   | Copa de la UEFA        | 1                 | Kaiserslautern            | 2–1       | 0–3    | 2–4          |
| 1996–97   | Copa de la UEFA        | Preliminar        | St. Patrick's Athletic    | 1–0       | 4–3    | 5–3          |
| 1996–97   | Copa de la UEFA        | 1                 | Trabzonspor               | 2–1       | 1–4    | 3–5          |
| 2000–01   | Copa de la UEFA        | Clasificatoria    | Lokomotivi Tbilisi        | 2–0       | 2–0    | 4–0          |
| 2000–01   | Copa de la UEFA        | 1                 | Dinamo Zagreb             | 0–3       | 1–1    | 1–3          |
| 2001–02   | Copa de la UEFA        | Clasificatoria    | Cwmbran Town              | 1–0       | 4–0    | 5–0          |
| 2001–02   | Copa de la UEFA        | 1                 | Slovan Liberec            | 1–0       | 0–2    | 1–2          |
| 2009–10   | Liga Europa de la UEFA | Playoff           | Ajax Ámsterdam            | 1–2       | 0–5    | 1–7          |
| 2010–11   | Liga Europa de la UEFA | 3ª Clasificatoria | Estrella Roja             | 1–1       | 2–1    | 3–2          |
| 2010–11   | Liga Europa de la UEFA | Ronda Play-off    | VfB Stuttgart             | 0–1       | 2–2    | 2–3          |
| 2011–12   | UEFA Europa League     | Ronda Play-off    | Roma                      | 1–0       | 1–1    | 2–1          |
| 2011–12   | UEFA Europa League     | Grupo F           | Athletic Club             | 1–2       | 1–2    | 4º puesto    |
| 2011–12   | UEFA Europa League     | Grupo F           | Red Bull Salzburgo        | 2–3       | 0–3    | 4º puesto    |
| 2011–12   | UEFA Europa League     | Grupo F           | París Saint-Germain       | 0–0       | 0–1    | 4º puesto    |
| 2012-13   | Liga Europa de la UEFA | 2ª Clasificatoria | Videoton                  | 1–1       | 0–0    | 1–1 (v.)     |
| 2014-15   | Liga Europa de la UEFA | Grupo H           | Young Boys                | 1–3       | 0–5    | 4º puesto    |
| 2014-15   | Liga Europa de la UEFA | Grupo H           | Sparta Praga              | 0–3       | 0–4    | 4º puesto    |
| 2014-15   | Liga Europa de la UEFA | Grupo H           | Napoli                    | 0–2       | 0–3    | 4º puesto    |
| 2015–16   | Liga Europa de la UEFA | 1ª Clasificatoria | College Europa            | 3–0       | 6–0    | 9–0          |
| 2015–16   | Liga Europa de la UEFA | 2ª Clasificatoria | University College Dublin | 1–0       | 5–1    | 6–1          |
| 2015–16   | Liga Europa de la UEFA | 3ª Clasificatoria | Krasnodar                 | 3–3       | 0–2    | 3–5          |
| 2016–17   | Liga Europa de la UEFA | 1ª Clasificatoria | FK Partizani              | Cancelado | 0–0    | w.o.         |
| 2016–17   | Liga Europa de la UEFA | 2ª Clasificatoria | FK Jelgava                | 0–0       | 0-3    | 0-3          |
| 2017-18   | Liga Europa de la UEFA | 1ª Clasificatoria | FC Pyunik                 | 5-0       | 4-1    | 9-1          |
| 2017-18   | Liga Europa de la UEFA | 2ª Clasificatoria | Lyngby BK                 | 0-1       | 1-2    | 1-3          |
| 2018-19   | Liga Europa de la UEFA | 1ª Clasificatoria | Milsami Orhei             | 5–0       | 4–2    | 9–2          |
| 2018-19   | Liga Europa de la UEFA | 2ª Clasificatoria | Balzan                    | 3–1       | 1–2    | 4–3          |
| 2018-19   | Liga Europa de la UEFA | 3ª Clasificatoria | Rapid Viena               | 2–1       | 0–4    | 2–5          |
| 2019-20   | Liga Europa de la UEFA | 2ª Clasificatoria | Feronikeli                | 2–1       | 2–0    | 4–1          |
| 2019-20   | Liga Europa de la UEFA | 3ª Clasificatoria | Dundalk                   | 1–0       | 3–1    | 4–1          |
| 2019-20   | Liga Europa de la UEFA | Play-off          | PAOK Salónica             | 1–0       | 2–3    | 3–3 (v.)     |
| 2019-20   | Liga Europa de la UEFA | Grupo K           | Beşiktaş                  | 4–2       | 1–2    | 3° puesto    |
| 2019-20   | Liga Europa de la UEFA | Grupo K           | Sporting Braga            | 2–4       | 2–2    | 3° puesto    |
| 2019-20   | Liga Europa de la UEFA | Grupo K           | Wolverhampton Wanderers   | 1–2       | 0–1    | 3° puesto    |
| 2020-21   | Liga Europa de la UEFA | 2ª Clasificatoria | KuPS                      | –         | 1–1    | 1–1 (3-4 p.) |
| 2021-22   | Liga Europa de la UEFA | 3ª Clasificatoria | Lincoln Red Imps          | 1–1       | 3–1    | 4–2          |
| 2021-22   | Liga Europa de la UEFA | Play-off          | Olympiacos                | 2–2       | 0–3    | 2–5          |
| 2022-23   | Liga Europa de la UEFA | 3ª Clasificatoria | Olympiacos                | 2–2       | 1–1    | 3–3 (3-4 p.) |
| 2023-24   | Liga Europa de la UEFA | Play-off          | Aris Limasol              | 2-1       | 2-6    | 4-7          |

### UEFA Europa Conference League
| Temporada | Torneo            | Ronda    | Club               | Casa         | Visita | Global       |
| --------- | ----------------- | -------- | ------------------ | ------------ | ------ | ------------ |
| 2021-22   | Conference League | Grupo F  | Copenhague         | 1–3          | 0–2    | 3° puesto    |
| 2021-22   | Conference League | Grupo F  | PAOK               | 0–0          | 1–1    | 3° puesto    |
| 2021-22   | Conference League | Grupo F  | Lincoln Red Imps   | 2–0          | 4–1    | 3° puesto    |
| 2022-23   | Conference League | Play-off | Zrinjski Mostar    | 2-1 (pr.)    | 0-1    | 2-2 (6-5 p.) |
| 2022-23   | Conference League | Grupo H  | FC Basel           | 3-3          | 2-0    | 1° puesto    |
| 2022-23   | Conference League | Grupo H  | Pyunik Ereván      | 2-1          | 0-2    | 1° puesto    |
| 2022-23   | Conference League | Grupo H  | FK Zalgiris        | 0-0          | 2-1    | 1° puesto    |
| 2022-23   | Conference League | 1/8      | FC Basel           | 2-2 (1-4 p.) | 2-2    | 4-4          |
| 2023-24   | Conference League | Grupo A  | Lille OSC          | 1-1          | 1-2    | 2º puesto    |
| 2023-24   | Conference League | Grupo A  | Olimpija Ljubljana | 1-2          | 1-0    | 2º puesto    |
| 2023-24   | Conference League | Grupo A  | KÍ Klaksvík        | 2-1          | 2-1    | 2º puesto    |
| 2023-24   | Conference League | 1/8      | SK Sturm Graz      | 0-1          | 1-4    | 1-5          |

### Copa Intertoto de la UEFA
| Temporada | Torneo                    | Ronda    | Club                     | Casa | Visita |
| --------- | ------------------------- | -------- | ------------------------ | ---- | ------ |
| 1968      | Copa Intertoto            | Grupo B3 | Malmö FF                 | 0–1  | 2–1    |
| 1968      | Copa Intertoto            | Grupo B3 | Wiener                   | 3–1  | 4–0    |
| 1968      | Copa Intertoto            | Grupo B3 | Hamburgo                 | 1–0  | 5–4    |
| 1970      | Copa Intertoto            | Grupo A  | Borussia Dortmund        | 2–1  | 2–0    |
| 1970      | Copa Intertoto            | Grupo A  | Standard Lieja           | 3–1  | 2–2    |
| 1970      | Copa Intertoto            | Grupo A  | Malmö FF                 | 2–2  | 1–4    |
| 1972      | Copa Intertoto            | Grupo 5  | First Vienna             | 5–0  | 1–0    |
| 1972      | Copa Intertoto            | Grupo 5  | Zürich                   | 0–3  | 3–1    |
| 1972      | Copa Intertoto            | Grupo 5  | Djurgårdens IF           | 4–1  | 2–3    |
| 1973      | Copa Intertoto            | Grupo 3  | PSV Eindhoven            | 1–0  | 1–0    |
| 1973      | Copa Intertoto            | Grupo 3  | AIK Fotboll              | 0–0  | 1–1    |
| 1973      | Copa Intertoto            | Grupo 3  | MSV Duisburgo            | 1–0  | 2–0    |
| 1974      | Copa Intertoto            | Grupo 5  | Grasshopper-Club Zürich  | 4–0  | 1–0    |
| 1974      | Copa Intertoto            | Grupo 5  | Kaiserslautern           | 1–0  | 0–1    |
| 1974      | Copa Intertoto            | Grupo 5  | Åtvidabergs FF           | 1–0  | 2–0    |
| 1977      | Copa Intertoto            | Grupo 8  | Hertha Berlín            | 2–1  | 0–3    |
| 1977      | Copa Intertoto            | Grupo 8  | Boldklubben 1903         | 3–1  | 1–1    |
| 1977      | Copa Intertoto            | Grupo 8  | Admira Vienna            | 5–1  | 5–1    |
| 1990      | Copa Intertoto            | Grupo 4  | Vejle Boldklub           | 5–1  | 0–1    |
| 1990      | Copa Intertoto            | Grupo 4  | MTK Budapest             | 2–0  | 2–0    |
| 1990      | Copa Intertoto            | Grupo 4  | IFK Norrköping           | 7–0  | 1–1    |
| 1991      | Copa Intertoto            | Grupo 1  | Neuchâtel Xamax          | 0–2  | 2–2    |
| 1991      | Copa Intertoto            | Grupo 1  | Malmö FF                 | 1–1  | 2–2    |
| 1991      | Copa Intertoto            | Grupo 1  | Tatabányai Bányász       | 4–1  | 1–2    |
| 1992      | Copa Intertoto            | Grupo 7  | Aarhus Gymnastikforening | 2–2  | 0–2    |
| 1992      | Copa Intertoto            | Grupo 7  | Vaci Izzo                | 5–1  | 3–2    |
| 1992      | Copa Intertoto            | Grupo 7  | Kiruna FF                | 5–2  | 3–2    |
| 1993      | Copa Intertoto            | Grupo 6  | Tirol Innsbruck          |      | 2–2    |
| 1993      | Copa Intertoto            | Grupo 6  | Zürich                   | 2–4  |        |
| 1993      | Copa Intertoto            | Grupo 6  | Silkeborg IF             |      | 2-1    |
| 1993      | Copa Intertoto            | Grupo 6  | VfL Bochum               | 2–1  |        |
| 1994      | Copa Intertoto            | Grupo 6  | Slavia Praga             |      | 4–2    |
| 1994      | Copa Intertoto            | Grupo 6  | Servette                 | 1–2  |        |
| 1994      | Copa Intertoto            | Grupo 6  | Brøndby IF               |      | 1-1    |
| 1994      | Copa Intertoto            | Grupo 6  | Admira Wacker            | 3–0  |        |
| 2007      | Copa Intertoto de la UEFA | 1        | FC Differdange           | 3–0  | 2–0    |
| 2007      | Copa Intertoto de la UEFA | 2        | Rapid Viena              | 1–0  | 1–3    |